# Брицьке

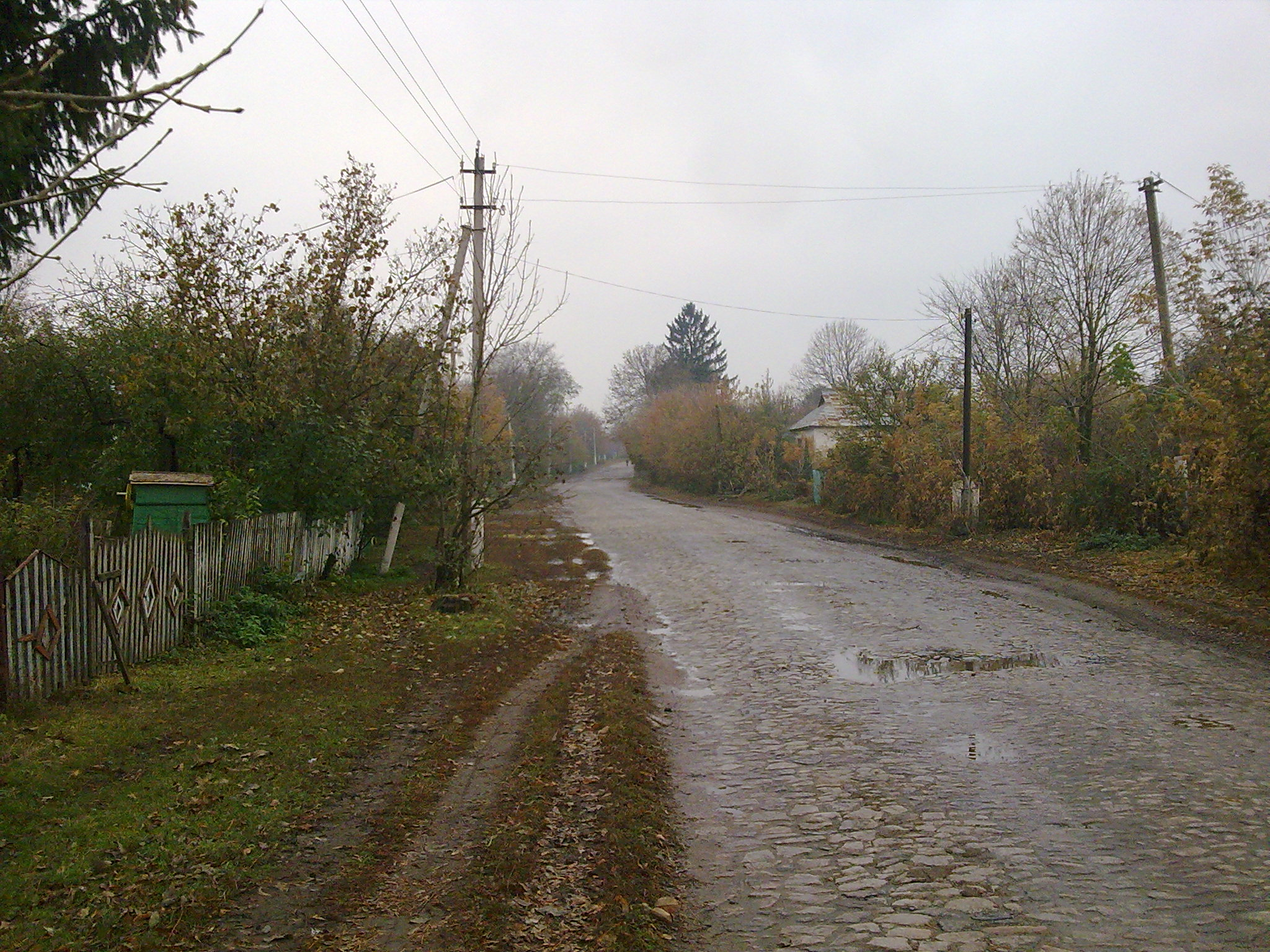
Головна вулиця села

Бри́цьке — село в Україні, у Турбівській селищній громаді Вінницького району Вінницької області. Населення становило 536 осіб до 2022 року. Також діє громадський музей.

## Історія
Станом на 1885 рік у колишньому власницькому селі Вахнівської волості Бердичівського повіту Київської губернії мешкало 1538 осіб, налічувалось 208 дворових господарств, існували православна церква, школа, 3 постоялих будинки, 2 водяних і 2 вітряних млини, горілчаний і винокурний заводи.
За переписом 1897 року кількість мешканців зросла до 2262 осіб (1138 чоловічої статі та 1124 — жіночої), з яких 2155 — православної віри.
Під час проведеного радянською владою Голодомору 1932—1933 років померло щонайменше 247 жителів села.
У травні 1990-го у Брицькому В.В. Турбовцем піднято перший синьо-жовтий прапор на теренах Липовецького району.
23 квітня 2016 року в Брицькому Преосвященний Михаїл, єпископ Вінницький і Брацлавський звершив чин освячення храму на честь cв. вмц. Параскеви-П'ятниці, що збудований на кошти мецената Валерія Йосиповича Кравчука та його родини.

## Населення

### Мова
Розподіл населення за рідною мовою за даними перепису 2001 року:

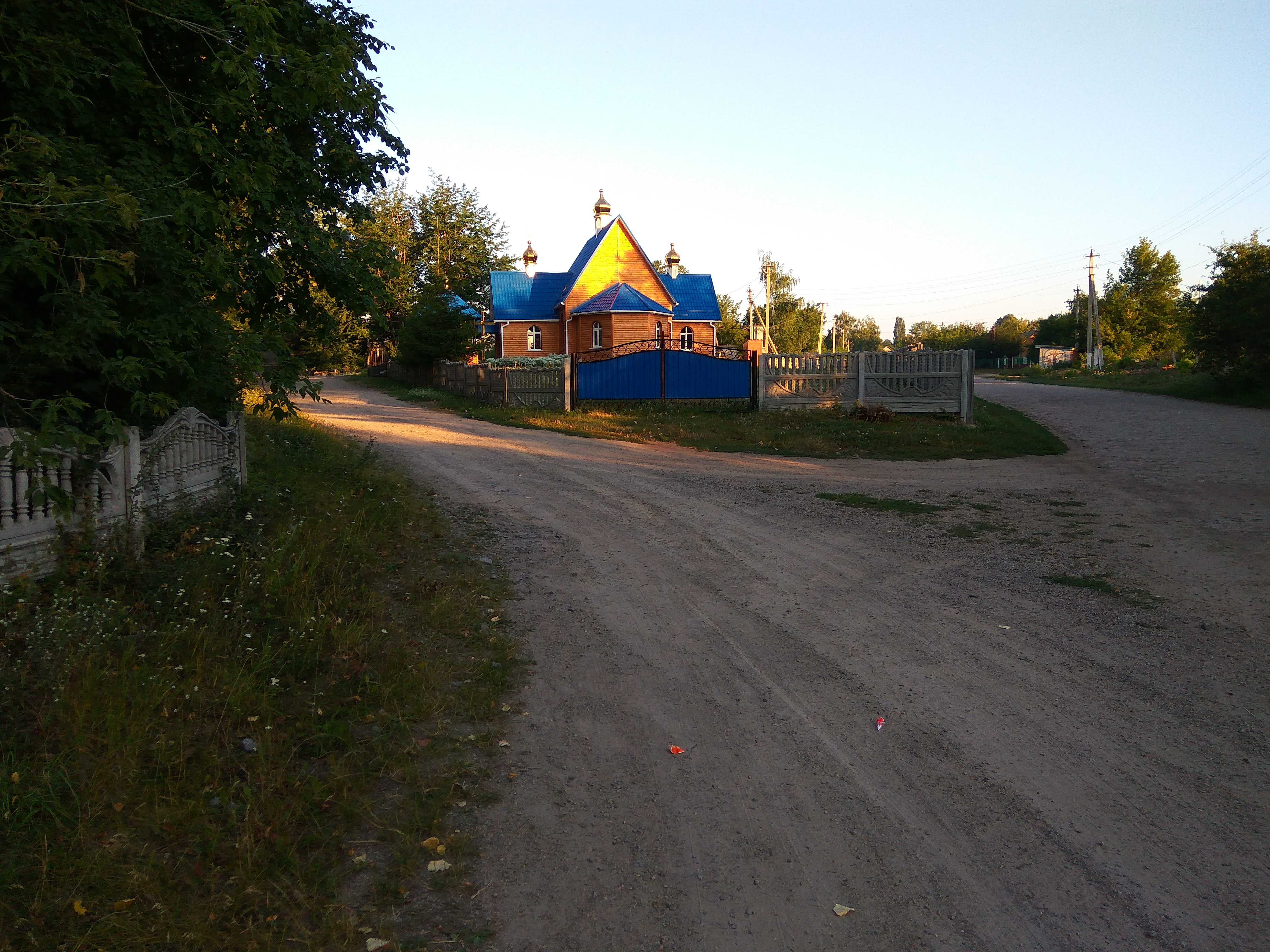
Церква Святої Параскеви у Брицькому

| Мова       | Кількість | Відсоток |
| ---------- | --------- | -------- |
| українська | 613       | 97.46%   |
| російська  | 16        | 2.54%    |
| Усього     | 629       | 100%     |

## Герб
На гербі зображені лебеді, що над чорною безоднею несуть душі загиблих від Голодомору мешканців села. У цьому сюжеті використано мотиви твору відомого українського письменника Василя Земляка, що походить з цих країв. У нижній частині щита золотий обеліск, як нагадування про кровопролитні бої за визволення населеного пункту. Колір верхньої частини — блакитний, мов ставки на р. Вільшанка, колір нижньої частини — чорний, символ жертв Голодомору. Під щитом зображена червона зірка в золотому колі на честь уродженця О. Й. Янковського, який став повним кавалером ордена Слави. Вгорі — зменшений герб районного центру Липівця, як ознака адміністративного підпорядкування. Щит герба оповитий золотим колоссям, адже головне заняття жителів — хліборобство. Знак-символ був запропонований у 1995 р. авторами О. І. Роговим та М. М. Немировським, а пізніше відредагований головою Українського геральдичного товариства А. Б. Гречилом.

## Відомі люди
- Довбощук Олег Карпович — український художник.
- Янковський Олександр Йосипович — кавалер Ордена Слави.

## Галерея

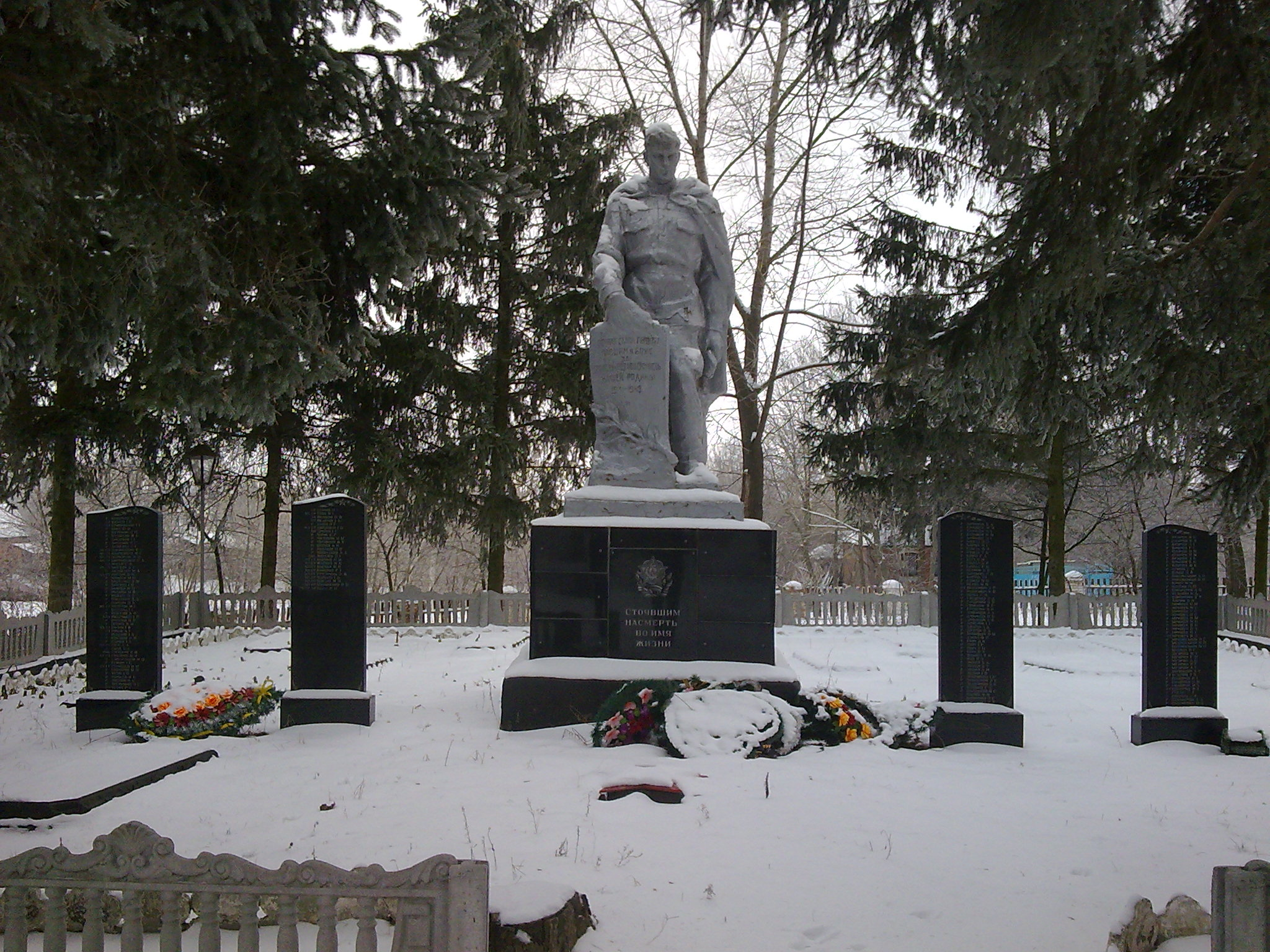
Пам'ятник воїнам, що загинули під час Другої світової війни
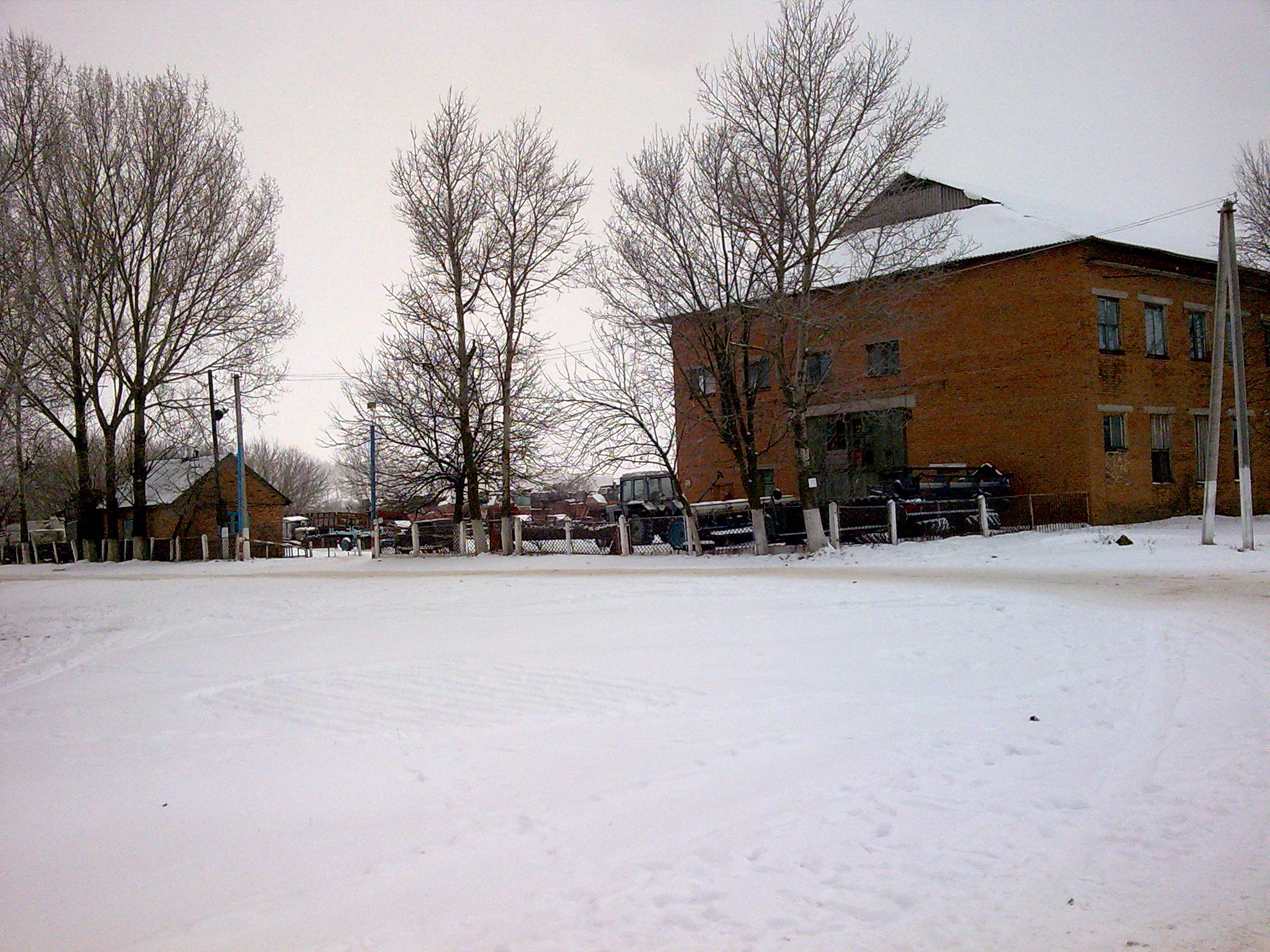
Тракторний стан
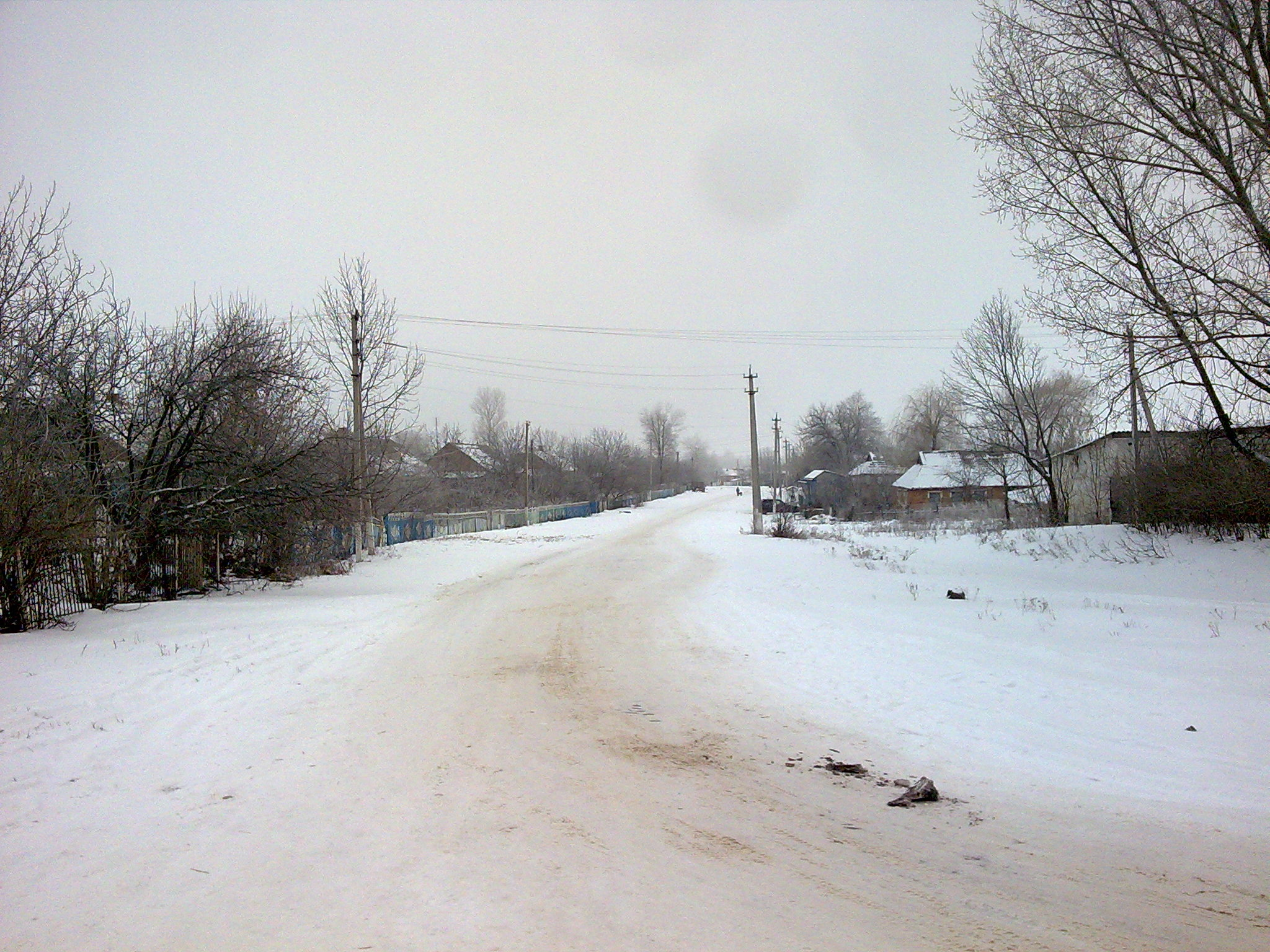
вулиця села
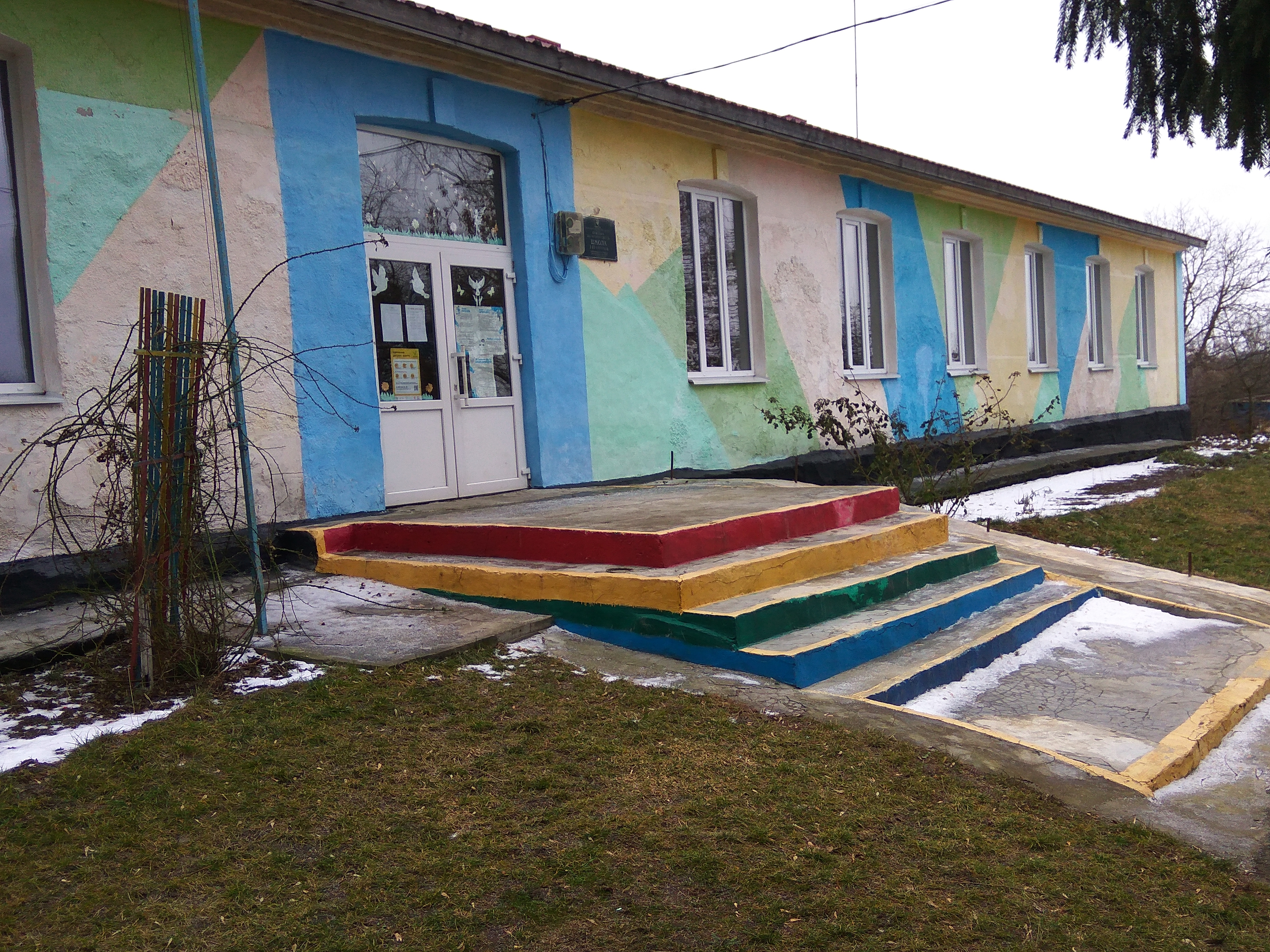
Школа
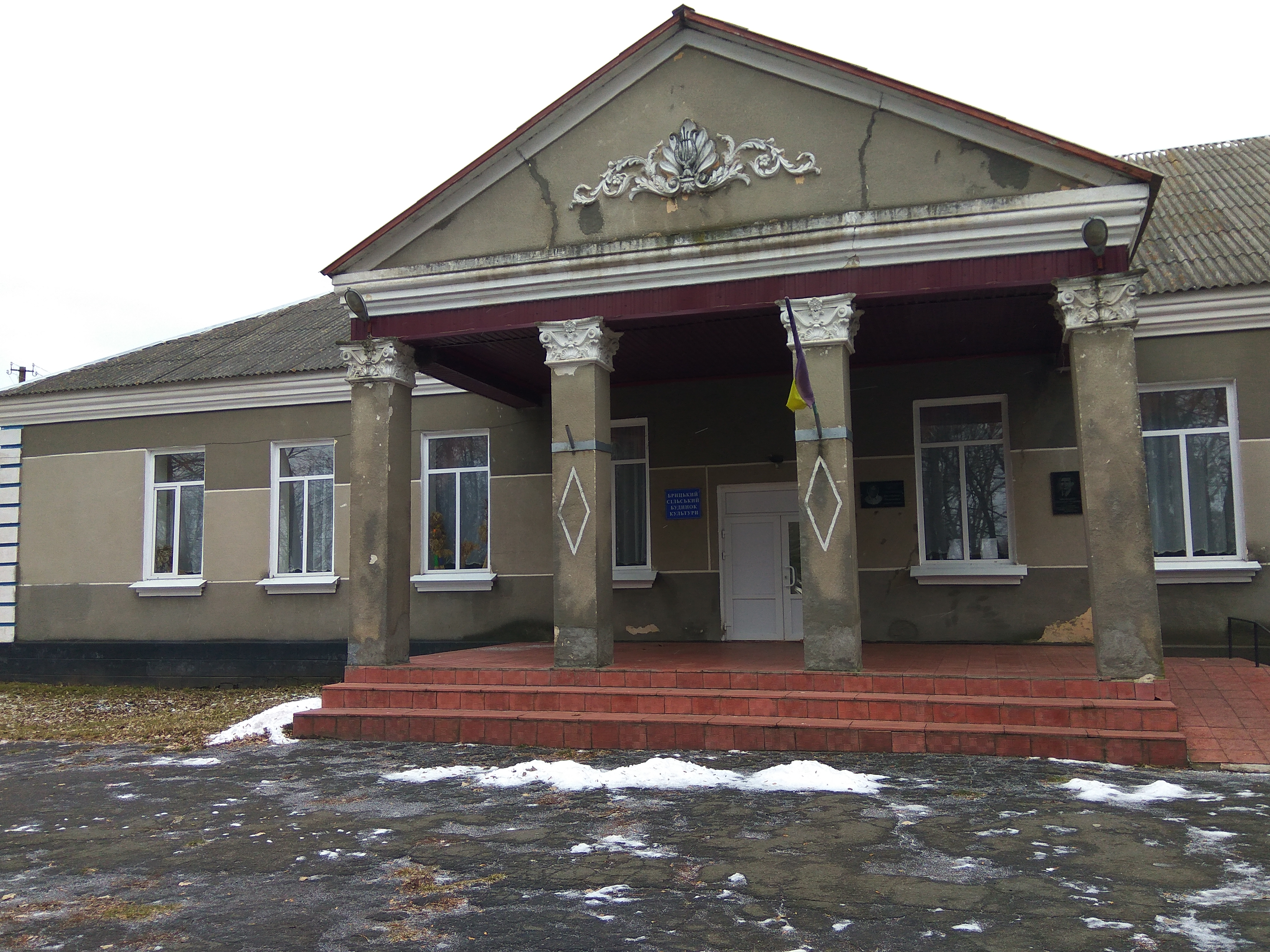
Будинок культури
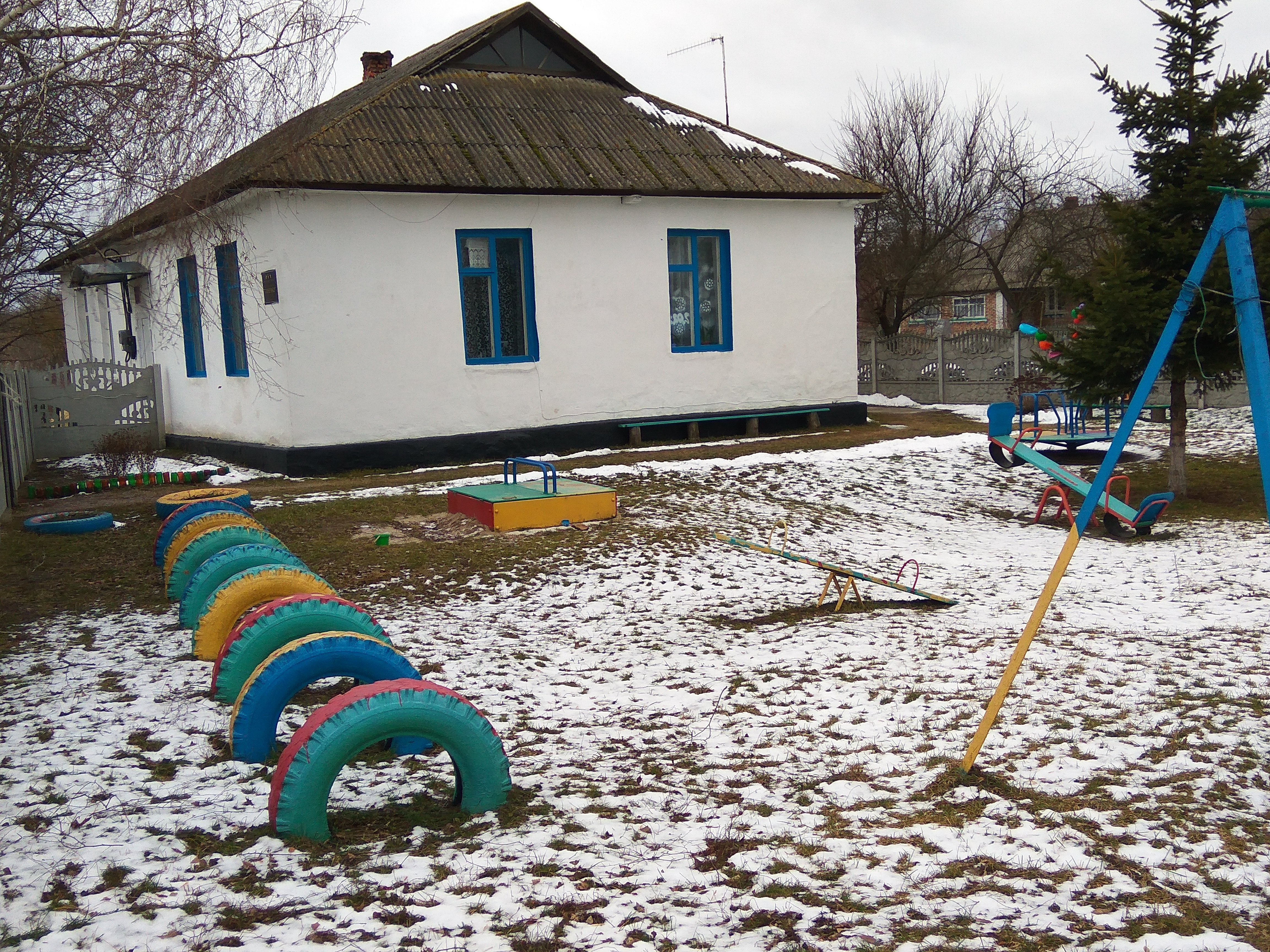
Будівля дитячого садка та ФАП

.